# 新潟リハビリテーション病院
新潟リハビリテーション病院（にいがたリハビリテーションびょういん、Niigata Rehabilitation Hospital）は、新潟県新潟市北区にある私立の病院。新潟県で最も早く回復期リハビリテーション病棟を開設したリハビリテーション病院であるとともに、整形外科、内科、神経内科、歯科・歯科口腔外科、リハビリテーション科の一般外来にも力を入れている。アルビレックス新潟などのサポート機関でもあり、スポーツ障害に対する取り組みも進めている。

## 概要
1990年に開設した尾山病院を前身として、2001年4月に同じNSGグループの新潟医療福祉大学の教育施設・臨床研究施設として、さらには、地域のリハビリテーションを担う病院として開設された。2005年に県内で最も早く回復期リハビリテーション病棟を開設し、2013年にメディカルフィットネス・ロコパークを併設するなど、総合リハビリテーション病院として発展している。
病院の柱として、回復期リハビリテーションとともに、運動器疾患の診療を掲げている。なかでも特徴的なのが、日本体育協会公認スポーツドクターなどによるスポーツ障害に対する取り組みである。たとえば、スポーツリハビリ外来を設けたり、野球障害ケア新潟ネットワークを組織して県内の少年野球チームなどに対する野球肘検診などを実施したりしている。さらには、プロサッカーチームのアルビレックス新潟やプロバスケットボールチームの新潟アルビレックスBBをはじめ、野球・陸上・ダンス・モータースポーツなどの数々のスポーツチームのサポート機関でもある。

## 沿革
- 1990年 - 尾山病院（100床）開設
- 1993年 - 医療法人愛広会設立
- 2001年 - 尾山病院を新潟リハビリテーション病院（168床）に改組
- 2005年 - デイケアセンターきざきを併設、回復期リハビリテーション病棟を開設
- 2008年 - 日本医療機能評価機構認定（JC1424号）
- 2012年 - 日本医療機能評価機構認定更新、日本医療機能評価機構付加機能認定
- 2014年 - 地域包括ケア病床（22床）を導入
- 2013年 - メディカルフィットネス・ロコパークを併設
- 2016年 - 訪問リハビリテーションきざきを運用開始、地域包括ケア病床を70床に増床

## 診療科

### 一般外来
- リハビリテーション科
- 整形外科
- 内科
- 神経内科
- 歯科・歯科口腔外科

### 特殊外来
- スポーツリハビリ外来
- 骨粗鬆症予防外来
- 慢性腰痛・せぼねの変形外来
- もの忘れ外来
- 禁煙外来
- 糖尿病外来
- 嚥下評価外来

## 併設・関連施設
- デイケアセンターきざき
  - 通所リハビリテーション
- 訪問リハビリきざき
  - 訪問リハビリテーション
- メディカルフィットネス ロコパーク
  - 疾病予防運動施設　医療法第42条施設
- 健康管理センター
  - 日帰り人間ドック、企業向け一般健診、個人向け健康診断
- 新潟骨の科学研究所
  - 骨形態計測による、科学的な骨の解析
- アクティブデイなかやま
- アクティブデイぼたんやま
- アクティブデイできじま
- アクティブデイはすがた
- アクティブデイしばた緑町
  - 理学療法士による機能訓練に特化した半日型のデイサービス

## 交通アクセス
- JR新潟駅より
  - 新潟交通　E46 大形線（万代シテイ　⇒　尾山）
- JR新発田駅より
  - 新潟交通　E46 大形線（新発田駅前　⇒　尾山）
- JR豊栄駅より
  - 新潟リハビリテーション病院巡回バス[1]
  - 豊栄病院巡回バス[2]
- JR新崎駅より
  - 新潟リハビリテーション病院巡回バス